# Atanide di Siracusa
Atanide o Atana (in greco antico: Ἀθάνις?, Athánis o Ἀθάνας, Athánas; Siracusa, 400 a.C. circa – dopo il 338 a.C.?) è stato uno storico siceliota.

## Biografia
Atanide, nato a Siracusa, partecipò alla spedizione di Dione contro Dionisio II e sembra esser stato uno degli strateghi selezionati tra i 356 volontari di Dione ed Eraclide. 

## Opera
Atanide scrisse una storia di questi eventi in tredici libri, di cui il primo, secondo quanto riporta Diodoro Siculo, raccontava sommariamente i sette anni successivi a quelli trattati da Filisto (che si era fermato al 363/362, comprendendo quindi i primi cinque anni della tirannide di Dionisio II). Se i calcoli di Diodoro sono corretti, il primo libro di Atanide partiva dal 362/361 e giungeva al 356, anno della morte di Filisto. È più probabile che questo primo libro giungesse fino al 354/353, anno della morte di Dione (giugno 354). La vera narrazione, comunque, iniziava con la spedizione di Dione (357) e si concludeva non prima del 337/336.
Diodoro, che cita l'opera, ne dà come titolo Imprese di Dione (Τῶν περὶ Δίωνα πράξεων βίβλους τρισκαίδεκα), mentre Ateneo di Naucrati la intitola Storia della Sicilia (Σικελικὰ). Due frammenti rimasti in Plutarco fanno pensare che l'opera si concludesse con le imprese di Timoleonte (circa 345-338). Atanide, comunque, non aveva dato al suo libro nessun titolo, ma nel proemio, che serviva da titolo secondo l'antico costume, aveva promesso di raccontare la storia di Dione, pur avendo continuato ulteriormente la trattazione; da qui l'apparente contraddizione tra i titoli. È probabile che Diodoro abbia fatto confusione, riferendosi solo ad una sezione dell'opera o la sua prima parte. 
Nella tradizione su Dione, Atanide non ebbe seguito, dal momento che la presentazione di Timonide di Leucade, già utilizzata da Eforo di Cuma, ebbe la meglio. Per quanto concerne la tradizione su Timoleonte, non si può determinare con esattezza quanto essa gli debba.
Il testo di Atanide è andato perduto: resta una testimonianza di Teopompo di Chio e alcuni frammenti, tutti relativi alla vicenda di Timoleonte (e per questo citati da Plutarco). È probabile che la sua opera sia stata letta, oltre che da Teopompo, anche da Eforo e da Timeo di Tauromenio.